# Uovo di Pasqua

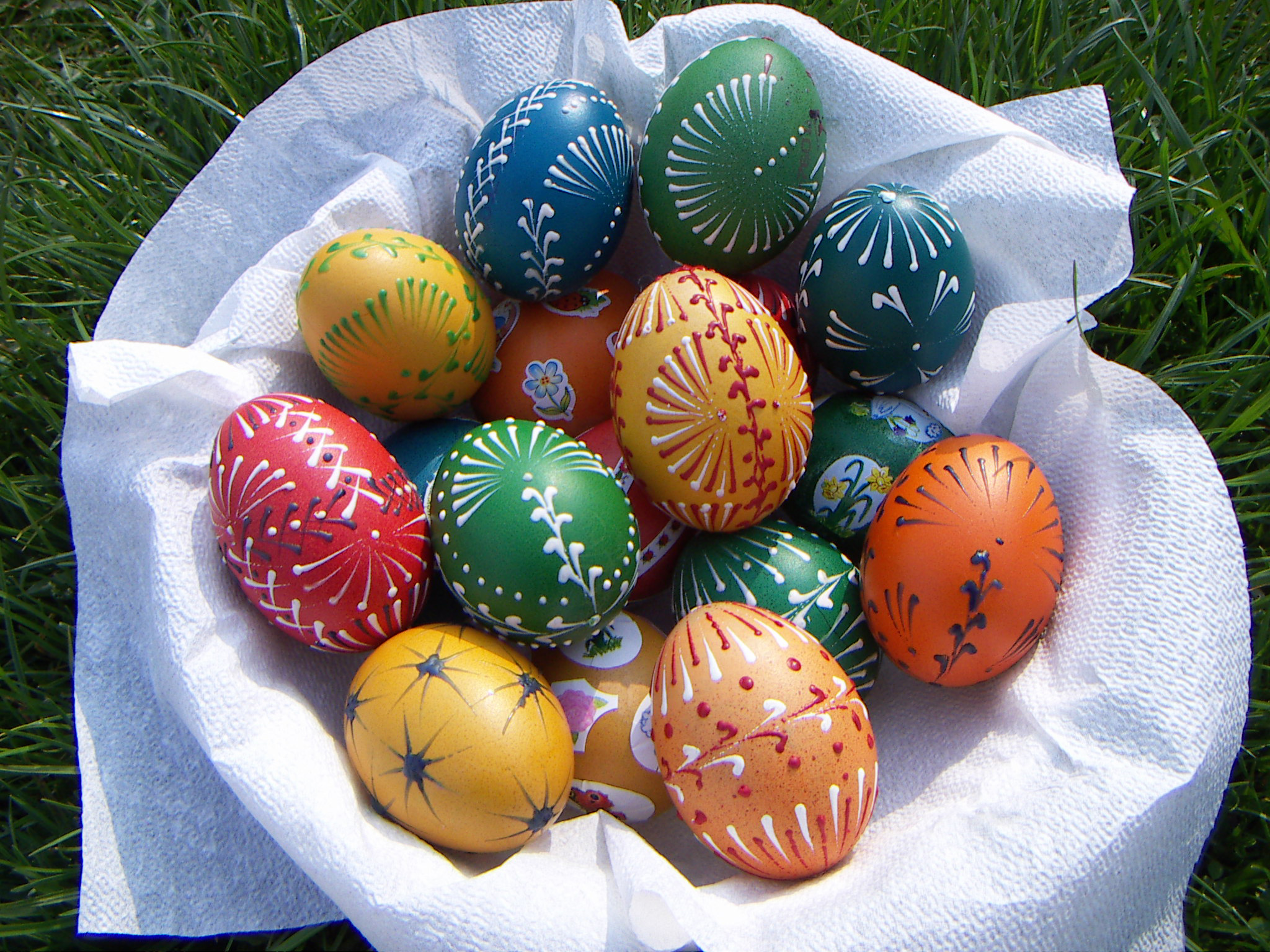
Uova di gallina decorate a mano.

Un uovo di Pasqua, chiamato anche uovo pasquale, è un uovo appositamente decorato o fatto di cioccolato per la festa cristiana della Pasqua, che celebra la resurrezione di Gesù. Pertanto, le uova di Pasqua sono comuni durante il periodo pasquale.
Sebbene le uova, in generale, fossero un simbolo tradizionale di fertilità e rinascita, nel cristianesimo, per la celebrazione del tempo pasquale, le uova di Pasqua simboleggiano la tomba vuota di Gesù, da cui egli è risorto. Inoltre, un'antica tradizione era la colorazione delle uova di Pasqua con il colore rosso «in memoria del sangue di Cristo, versato al momento della sua crocifissione».

## Storia

### Lo scambio di uova prima del Cristianesimo

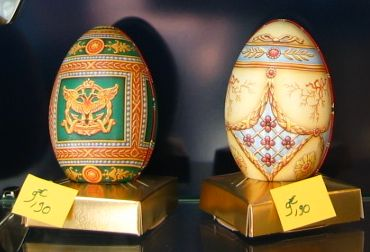
Due classiche uova pasquali decorate.

L'uovo ha avuto tratti simbolici sin dai tempi antichi. Le uova, infatti, hanno spesso rivestito il ruolo del simbolo della vita in sé, ma anche della sacralità: secondo alcune credenze pagane e mitologiche del passato, il cielo e il pianeta erano considerati due emisferi che andavano a creare un unico uovo, mentre gli antichi Egizi consideravano l'uovo come il fulcro dei quattro elementi dell'universo (acqua, aria, terra e fuoco).
La tradizione del dono di uova è documentata già fra gli antichi Persiani dove era diffusa la tradizione dello scambio di semplici uova di gallina all'avvento della stagione primaverile, seguiti nel tempo da altri popoli antichi quali gli Egizi, i quali consideravano il cambio di stagione una sorta di primo dell'anno, i Greci e i Cinesi. Spesso le uova venivano rudimentalmente decorate a mano.
Mircea Eliade scrive sulla cosmogonia: «Il motivo dell'uovo cosmogonico, attestato in Polinesia, è comune all'India antica, all'Indonesia, all'Iran, alla Grecia, alla Fenicia, alla Lettonia, all'Estonia, alla Finlandia, ai Pangwe dell'Africa occidentale, all'America centrale e alla Costa occidentale dell'America del Sud». In Russia ed in Svezia sono state trovate uova di creta in molti sepolcri. Le statue di Dioniso trovate nelle tombe in Beozia portano un uovo in mano, segno del ritorno alla vita. Era invece vietato mangiare uova agli adepti dell'orfismo in quanto questo culto misterico ricercava l'uscita dal ciclo infinito delle reincarnazioni, cioè l'abolizione del ritorno periodico all'esistenza.

L'uovo rappresenta quindi la «ripetizione della nascita esemplare del Cosmo, l'imitazione della cosmogonia».

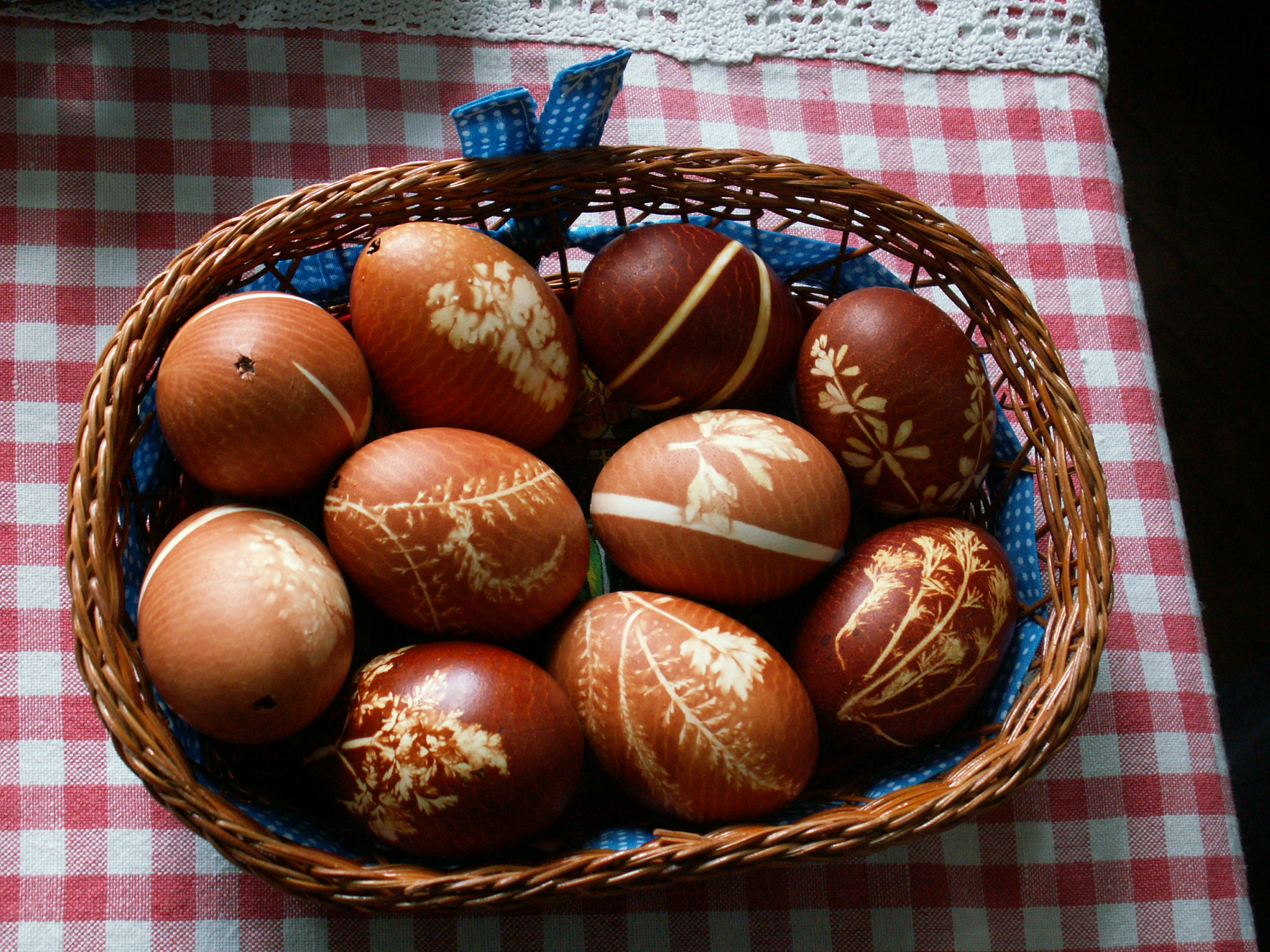
Uova pasquali decorate facendole bollire con cipolle.

### L'uovo nel Cristianesimo
L'usanza cristiana delle uova di Pasqua è iniziata tra i primi cristiani della Mesopotamia, che macchiarono le uova con la colorazione rossa «in ricordo del sangue di Cristo, versato alla sua crocifissione».
Il Cattolicesimo riprese le tradizioni che vedevano nell'uovo un simbolo della vita, rielaborandole nella nuova prospettiva del Cristo risorto. L'uovo infatti somiglia a un sasso e appare privo di vita, così come il sepolcro di pietra nel quale era stato sepolto Gesù. Dentro l'uovo c'è però una nuova vita pronta a sbocciare da ciò che sembrava morto. In questo modo, l'uovo diventa quindi un simbolo di risurrezione.

#### L'uovo pasquale nel Medioevo

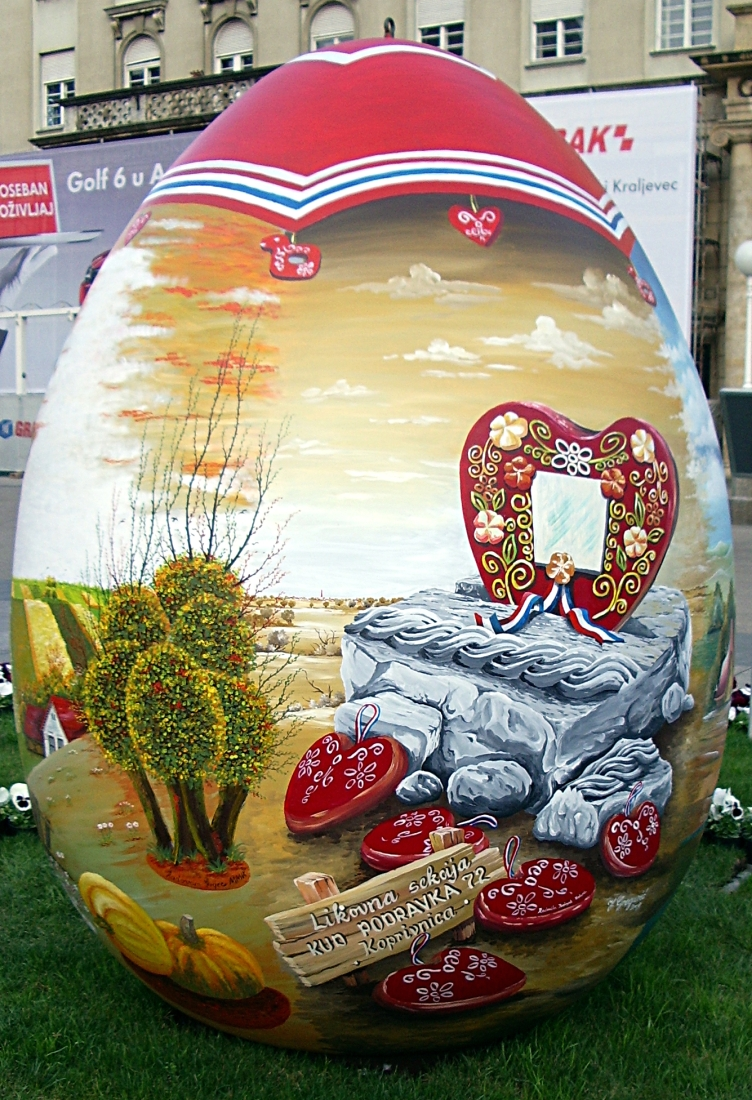
Uovo pasquale in una piazza di Zagabria.

L'usanza dello scambio di uova decorate si sviluppò nel Medioevo come regalo alla servitù. Nel medesimo periodo l'uovo decorato, da simbolo della rinascita primaverile della natura, divenne con il Cristianesimo il simbolo della rinascita dell'uomo in Cristo. La diffusione dell'uovo come regalo pasquale sorse probabilmente in Germania, dove si diffuse la tradizione di donare semplici uova in occasione di questa festività.
In origine, le uova venivano bollite avvolte con delle foglie o insieme a dei fiori, in modo da assumere una colorazione dorata.

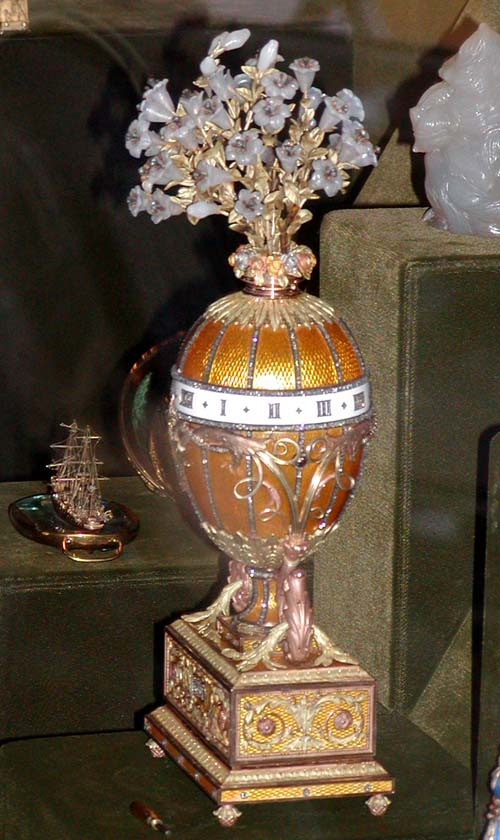
Un uovo Fabergé.

Sempre nel Medioevo prese piede anche una nuova tradizione: la creazione di uova artificiali fabbricate o rivestite in materiali preziosi quali argento, platino e oro, destinata agli aristocratici e ai nobili. Edoardo I, re d'Inghilterra dal 1272 al 1307, commissionò la creazione di circa quattrocentocinquanta uova rivestite d'oro da donare in occasione della Pasqua.

#### Evoluzioni recenti

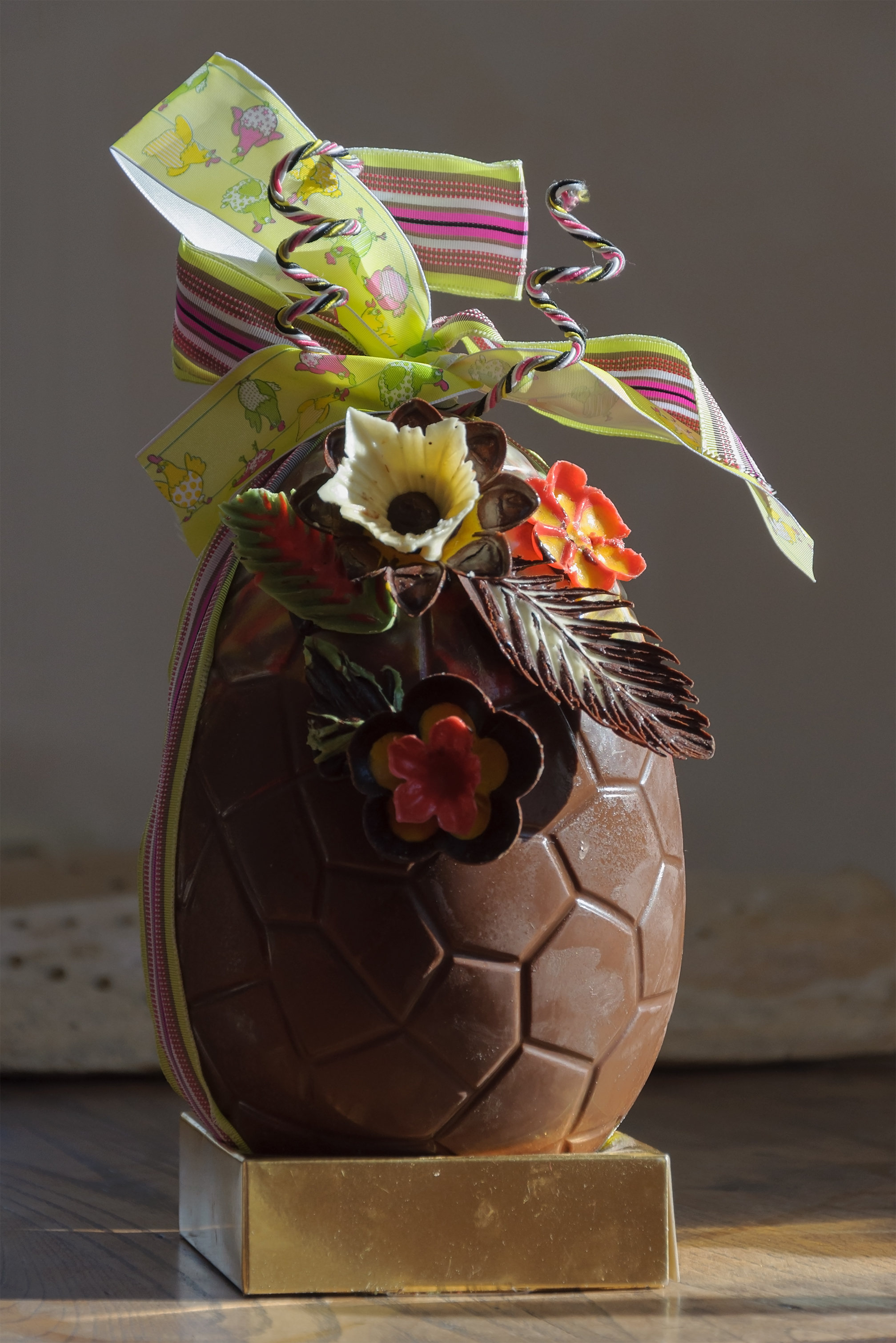
Uovo di cioccolato decorato.

La ricca tradizione dell'uovo decorato è però dovuta all'orafo Peter Carl Fabergé, che nel 1883 ricevette dallo zar il compito di preparare un dono speciale per la zarina Maria; l'orafo creò per l'occasione il primo uovo Fabergé, un uovo di platino smaltato di bianco contenente un ulteriore uovo, creato in oro, il quale conteneva a sua volta due doni: una riproduzione della corona imperiale ed un pulcino d'oro. La fama che ebbe il primo uovo di Fabergé contribuì anche a diffondere la tradizione del dono interno all'uovo.
In tempi più recenti l'uovo di Pasqua maggiormente celebre e diffuso è il classico uovo di cioccolato, che ha conosciuto largo successo nell'ultimo secolo.

## L'uovo di Pasqua oggi

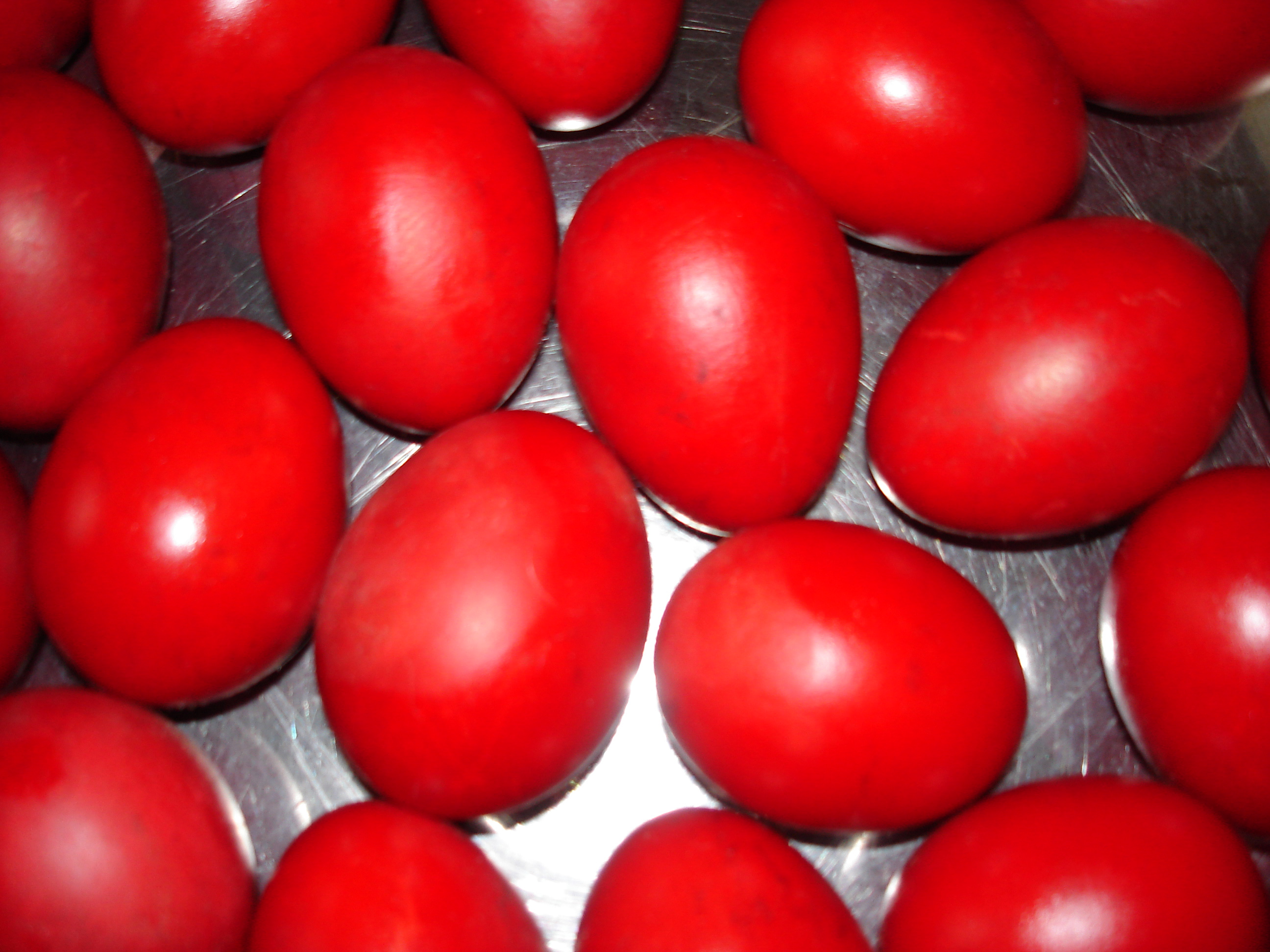
Uova di Pasqua colorate in rosso, tipiche della tradizione cristiana di rito orientale e cattolica.

In diverse tradizioni pasquali l'uovo continua a mantenere un ruolo importante durante tutto il periodo delle festività. Durante il periodo di Quaresima, in virtù del digiuno, le uova vengono spesso non consumate ed accumulate per il periodo successivo.

Nella tradizione balcanica e greco-ortodossa l'uovo, di gallina, cucinato sodo, da secoli viene colorato, tradizionalmente di rosso, simbolo della Passione, ma in seguito anche di diversi colori, in genere durante il giovedì santo, giorno dell'Ultima Cena, e consumato a Pasqua e nei giorni successivi. Il giorno di Pasqua, in molti riti, si compie la benedizione pubblica delle uova, simbolo di resurrezione e della ciclicità della vita, e la successiva distribuzione tra gli astanti.
Prima del consumo, in particolare nella tavolata di Pasqua, ognuno sceglie il proprio uovo e ingaggia una gara (τσούγκρισμα) con i commensali, scontrandone le estremità, fino ad eleggere l'uovo più resistente. Questo viene considerato di buon augurio. Le colorazioni vengono effettuate attualmente con coloranti alimentari tipici della pasticceria, ma in passato si utilizzavano prodotti vegetali, tra cui la buccia esterna delle cipolle di varietà rossa.
Successivamente, prevalentemente nel XX secolo ma con prototipi torinesi risalenti al Settecento, è invalsa la moda dell'uovo di cioccolata arricchito al suo interno da una piccola sorpresa come dono. Se fino a qualche decennio fa la preparazione delle classiche uova di cioccolato era per lo più affidata a maestri artigiani, oggi l'uovo di Pasqua è un prodotto diffuso soprattutto in chiave commerciale. La preparazione delle uova di Pasqua delle più svariate dimensioni trova inizio anche più di un mese prima del giorno della Pasqua, come effettivamente accade anche per l'albero di Natale nel periodo natalizio. La produzione delle uova di cioccolato, in Italia, è affidato per la maggiore alle grandi ditte dolciarie.

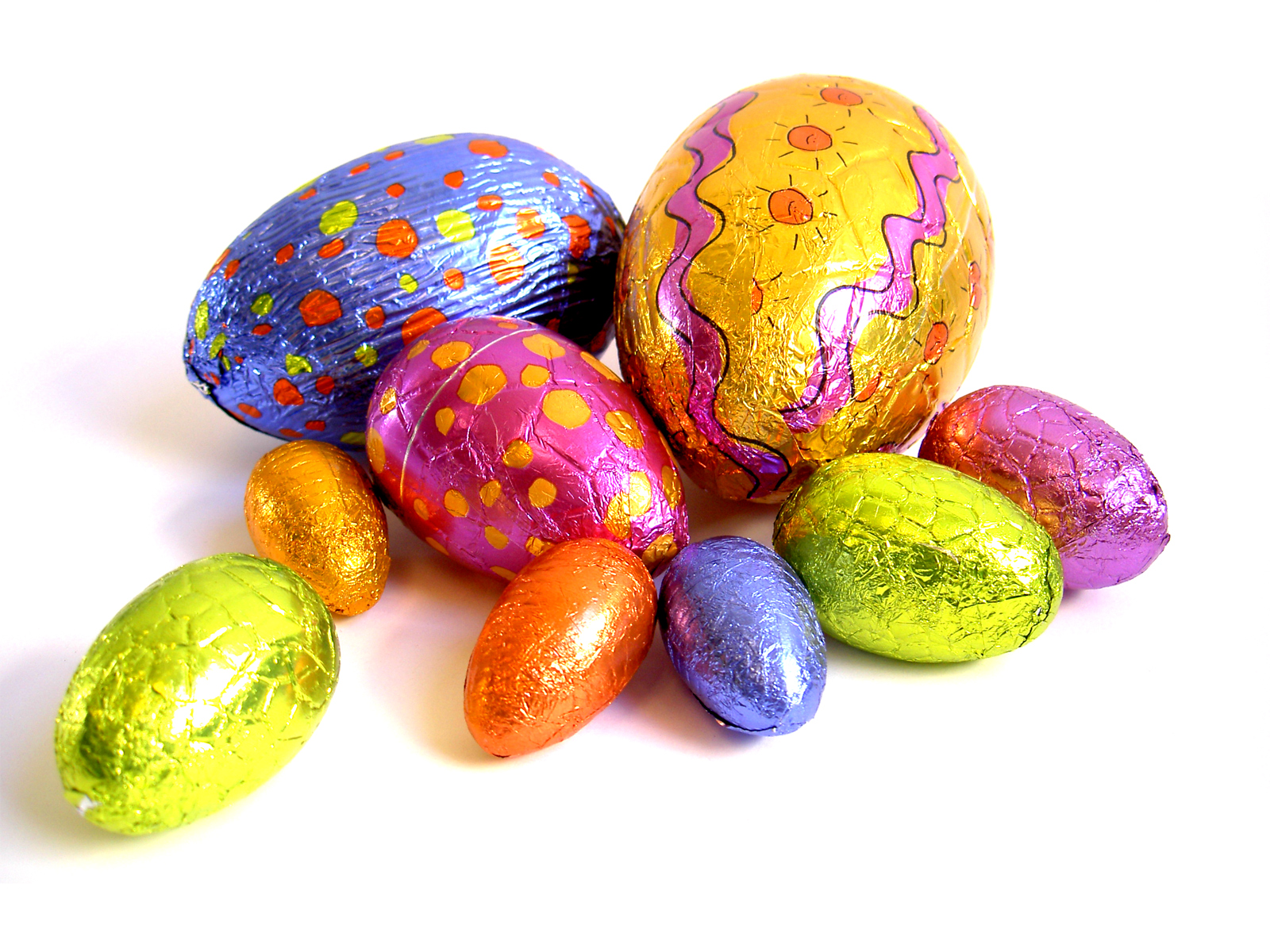
Alcuni ovetti di Pasqua in cioccolato.

Ciò nulla toglie alle classiche uova di cioccolato preparate artigianalmente che sono tuttora molto diffuse in vari Paesi. In alcuni di essi, come la Francia, è tradizione istituire in aree verdi delle cacce pasquali al tesoro, in cui le uova, preparate artigianalmente e di dimensioni ridotte, vengono nascoste fra gli alberi e vengono poi ritrovate dai bambini. Tale tradizione sta oggi però affievolendosi per via della diffusione globale dell'uovo pasquale prodotto e distribuito commercialmente.
In molti altri paesi, infine, all'uovo di cioccolato viene ancora anteposto l'uovo di gallina solitamente cucinato sodo. Anche nei paesi di religione ortodossa, tuttavia, permane la tradizione delle uova di gallina, in risposta alla diffusione delle uova prodotte commercialmente, giudicate dagli ortodossi una strumentalizzazione consumistica della Pasqua. In Italia l'uovo sodo come simbolo pasquale è rimasto presente soprattutto accompagnato dalla tradizionale colomba pasquale o durante il pranzo.